# ミミズトカゲ科
ミミズトカゲ科（Amphisbaenidae）は有隣目ミミズトカゲ類の科。

## 分布
南アメリカ、カリブ諸島のいくらかの島、ヨーロッパ、サブサハラアフリカ

## 分類
古くにほかの分類群から分岐した属であるBlanusはヨーロッパに分布するが、別の科の可能性がある。より最近の文献では、Blanidae科としている。

## 特徴
ミミズトカゲ科の種は脚がない地中性爬虫類で、雑食性である。他のミミズトカゲと同様、体には鱗の輪があるため、イモ虫のような外見である。頭はどっしりとしており、穴掘りに用いられる。強力な顎と大きく後ろにカーブした歯は獲物を捕らえるのに用いられる。スペード形の頭をもつ種、頭に狭いキールがある種、丸い頭骨を持つ種などがいる。眼は著しく退化しており、耳骨（中耳のあぶみ骨）は大きくしっかりしている。もう一つの骨であるextracollumellaと共に、あぶみ骨は獲物となるもの振動を探知し、これにより地中の無脊椎動物を狩ることができる。この点で、地中性哺乳類のキンモグラ（中耳のつち骨が特に大きくなっている）との間に収斂進化をみることができる。

## 現生属
12属170種以上にのぼる。

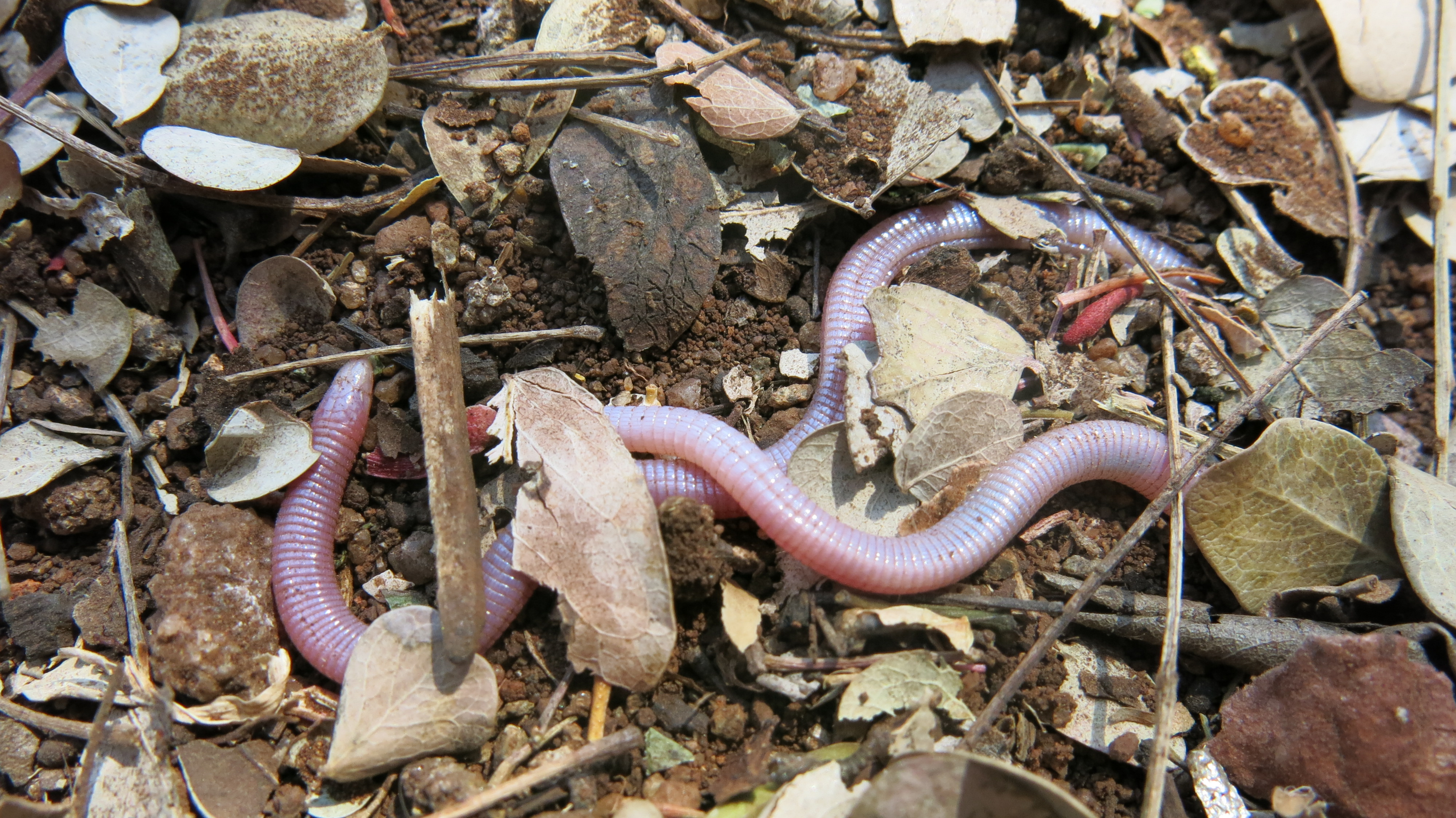
Chirindia langi

- Amphisbaena Linnaeus, 1758
- Ancylocranium Parker, 1942
- Baikia Gray, 1865
- Chirindia Boulenger, 1907
- Cynisca A.M.C. Duméril & Bibron, 1839
- Dalophia Gray, 1865
- Geocalamus Günther, 1880
- Leposternon Wagler, 1824[6]
- Loveridgea Tornier, 1899
- Mesobaena Mertens, 1925
- Monopeltis A. Smith, 1848
- Zygaspis Cope, 1885

## 化石属
化石記録から、多くの絶滅分類群が知られている。
- †Campinosaurus
- †Listromycter
- †Lophocranion
- †Platyrhachis

## 詳細情報
- Gans C (2005). "Checklist and Bibliography of the Amphisbaenia of the World". Bulletin of the American Museum of Natural History (289): 1-130.
- Goin CJ, Goin OB, Zug GR (1978). Introduction to Herpetology, Third Edition. San Francisco: W.H. Freeman and Company. xi + 378 pp. ISBN 0-7167-0020-4. (Family Amphisbaenidae, pp. 276–277).